# Пётр Строцци
Граф Пьетро (Пётр) Строцци (чеш. Petr Strozzi; 1626 — 6 июня 1664, Вена) — австрийский военачальник и дипломат итальянского происхождения.

## Биография

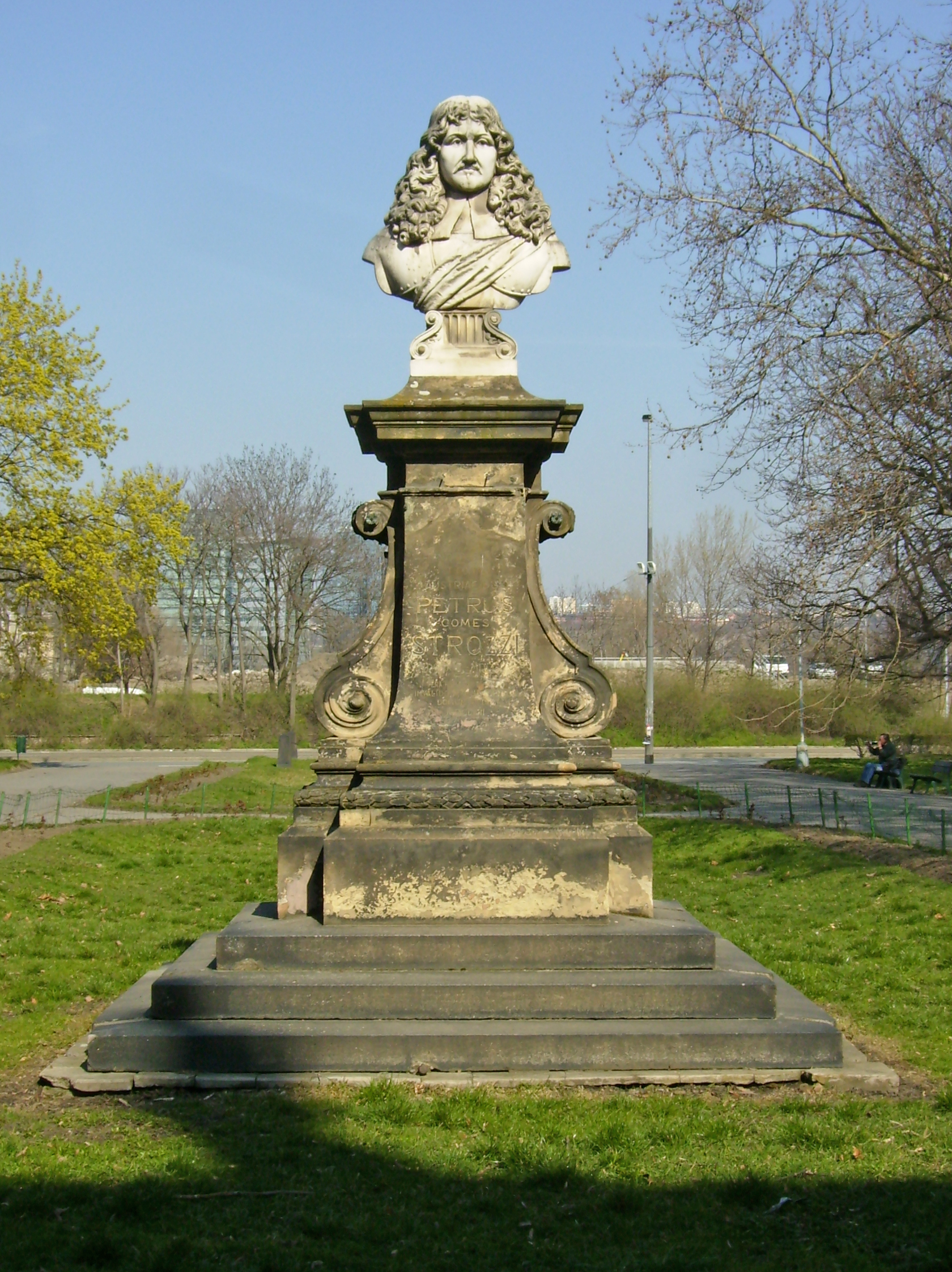
Памятник Петру Строцци в Праге. Скульптор М. Чернил

Происходил из патрицианского флорентийского рода Строцци, берущего начало в 1367 году, из которой вышло много известных полководцев (в том числе гонфалоньеров), политиков, учёных и писателей. Отец Петра Строцци Якуб (Джакомо), был камергером императора Священной Римской империи Фердинанда II и фельдмаршалом, получивший за боевые заслуги в феврале 1634 года в собственность имение Горжице.
Во время Тридцатилетней войны унаследовав имение, переселился в Богемию. Состоял на службе у императора Фердинанда III. В тридцатилетнем возрасте командовал пехотным полком. Со временем получил звание генерала и лейтенанта-маршала.
Командовал сражением в качестве полевого фельдмаршала.
Дипломат, был посланником императора при курфюрсте Бранденбурга, позже, в качестве фельдмаршала, ему доверили дипломатические переговоры в Париже.
В 1658 году в битве при Алессандрия на севере Италии получил тяжёлое ранение. Тогда же написал завещание, что в случае смерти, если у него не будет детей, большую часть имущества передать пражскому архиепископу с условием использования его средств для ухода за военными инвалидами и выразил сожаление по поводу судьбы солдат, которые были ранены, как и он, но не получили необходимой помощи.

«Чтобы пожилые бедные офицеры и солдаты, ставшие инвалидами на войне, не были вынуждены просить милостыню после верной и многолетней службы на войне или совсем не погибнуть».
— Из завещания П. Строцци
В начале июня 1664 года, во главе крупных имперских войск отправлен на помощь хорватской армии Микулаша Зринского, осаждённой в крепости Новый Зрин (на острове у слияния рек Мура и Драва) мощной группировкой войск Османской империи под руководством великого визиря Кёпрюлю. В течение нескольких дней сражений его армия сумела отразить одну из турецких атак, но, в ходе сражения был убит шальной пулей.
На основании завещания был учрежден Фонд военных инвалидов графа Петра Строцци. Всё его имущество, за исключением небольшой части, предназначенной для содержания вдовы Марии Екатерины, было передано фонду спустя шесть лет после смерти графа. Завещание вступило в силу только спустя полвека, после смерти супруги (1714). Как и её муж, она завещала всё своё имущество фонду.
Спустя более шестидесяти лет после смерти графа Петра Строцци началось строительство пражского дома инвалидов (Инвалидовна) в Карлине (Прага) по проекту К. И. Динценхофера, а ещё 200 лет спустя в Горжице был построен приют для отставных офицеров и солдат-инвалидов.
Похоронен в Вене в фамильной усыпальнице августинского монастыря .